# The Graves (Film)
The Graves ist ein US-amerikanischer Horrorfilm von Brian Pulido aus dem Jahr 2009.

## Handlung
Die Schwestern Megan und Abby Graves verfahren sich auf einer Vergnügungstour in der Wüste Arizonas. In einem Restaurant wird ihnen die Besichtigung einer stillgelegten Mine vorgeschlagen. In der Skull City Mine scheinen sie die einzigen Besucher zu sein. Bei der Besichtigung verfallener Häuser des Minengeländes werden sie Zeugen eines brutalen Mordes. Auch die Schwestern selbst werden dann von dem Hammer-Mörder verfolgt. Megan gelingt es diesen mit einem Metallstück umzubringen. Die Schwestern und ein weiterer Überlebender halten ein Auto an, um zu flüchten. Der Fahrer des Wagens misstraut der Sache und zwingt alle zurück zum Tatort zu gehen. Hier erkennt er die Leiche des Hammer-Mörders als seinen Bruder. Nun beginnt er selbst mit einer Sichel die Verfolgung der beiden Frauen. Abby, welche alleine von ihm gefesselt wurde, schafft es ihn zu überwältigen, ihre herbeigeeilte Schwester erledigt den Rest.
Bei der verzweifelten Suche um einen Arzt fahren die Schwestern wieder in das Dorf zurück. Hier werden sie von den Bewohnern aneinandergefesselt und zu einer Messe einer christlichen Sekte verbracht. Sie werden von der jungen Frau Becka gerettet, die ihnen mitteilt, dass in dieser Gegend ein Dämon wütet, der sich von den Seelen der Opfer ernährt und die Dorfbewohner jenem dienen. Im Wahn der Ankunft ihres „Erlösers“ bringen sich die Dorfbewohner gegenseitig um. Die beiden Frauen schaffen es zu fliehen und können auch den Reverend zum Schluss mit einem Pfahl durchstoßen. Als die Frauen verschwunden sind steht der Reverend auf und verspricht „wiederzukommen“.

## Kritik
Die Webseite Kino.de beschreibt den Film als „Stimmungsvoller Low-Budget-Horror-Roadtrip mit guter Besetzung und den gängigen Zutaten.“